# دجاجة مشوية

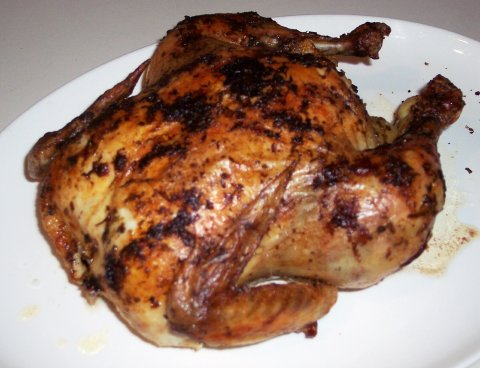
دجاجة مشوية

دجاجة مشوية (بالإنجليزية: Roast chicken)‏ هي دجاجة تحضر كطعام بواسطة الشوي عما إذا كانت في مطبخ المنزل، بالنار، أو بمشواة احترافية. عموماً، الدجاجة تشوى باستخدام نفس دهونها وعصاراتها بواسطة تقليب اللحم خلال الشوي، وهكذا، غالباً تطهى بالتعرض للنار أو الحرارة مع نوع من المشواة الدوارة ليتم توزيع الدهون والعصائر حولها بكفاءة قدر المستطاع. الدجاج المشوي هو طبق يتم تقديمه في العديد من مطابخ العالم.